# Monedas aqueménidas

El imperio aqueménida en la época de su máxima expansión.

Las monedas aqueménidas son la que se emitieron bajo el dominio del Imperio aqueménida  entre el año 520 a. C. y el 330 a. C. El dárico fue la primera moneda de oro y, junto con su contraparte de plata, el siclo, representó el patrón monetario bimetálico del Imperio aqueménida.
Sin embargo, las monedas aqueménidas cubren no solo las emisiones oficiales en dáricos y siclos, sino también otras acuñaciones realizadas por algunos gobernadores aqueménidas (sátrapas), como las de Asia Menor (Anatolia).

## Primeras acuñaciones de Asia occidental bajo el Imperio aqueménida

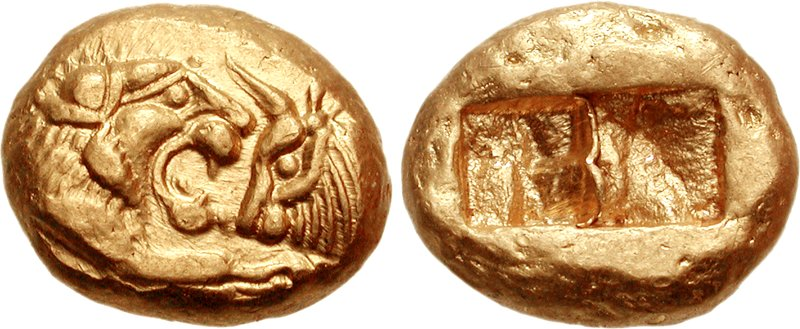
Tipo de moneda de Creso, la creseida, acuñada en Lidia durante los reinados de Ciro II el Grande a Darío I. C. 545-520 a. C.

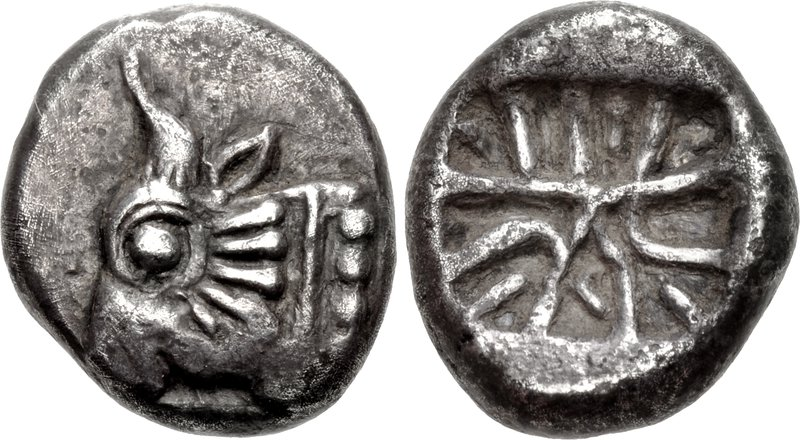
Moneda de Licia, con un prótomo de toro en el anverso y con un motivo geométrico incuso marcado con punzón en el reverso. C. 520-470 a. C.

Cuando Ciro II (c. 559-530 a. C.) llegó al poder, la moneda no era común en su reino, sí en cambio, la plata. Los lingotes se utilizaban en las relaciones comerciales, una práctica común en Asia Central después del siglo VI a. C.
Ciro introdujo la moneda en su imperio a partir del 546 a. C., tras su conquista de Lidia y la derrota de su rey Creso, cuyo padre acuñó las primeras monedas de la humanidad. Con su conquista de Lidia, Ciro accedió a una región desarrollada, con una metalurgia muy avanzada y medio siglo de acuñaciones, lo que convirtió a ese territorio en una de las potencias comerciales de su época.
Se supone que Ciro adoptó inicialmente la moneda de Lidia y luego continuó acuñando sus propias creseidas con la tipología característica del león y el toro. El estatero pesaba 10,7 gramos, un estándar creado inicialmente por Creso y adoptado más tarde por los persas, conocido como el “estándar persa”. Los persas también acuñaron medias creseidas, con un peso de 5,35 gramos, que luego se convertiría en el patrón de peso de los siclos, introducido a finales del siglo VI a. C.
Poco después del 546 a. C., Ciro también se apoderó de toda Asia Menor, incluyendo otros reinos como Licia, Caria o Jonia, a partir de las conquistas de su general Harpago.
Con la conquista de Lidia y la adopción de su sistema monetario, el incipiente Imperio aqueménida logró la supremacía económica. La ceca estaba ubicada en Sardes, entonces la capital de todas las satrapías, una región que suministraba moneda circulante.
En cuanto a la tecnología de las monedas, ambas caras se grababan por separado. Estas primeras monedas tenían un reverso incuso grabado a golpe de punzón, mientras que los motivos del anverso consistían en una figura pictórica. Las monedas de Lidia se acuñaban con un doble golpe de punzón en el reverso, una técnica que se simplificaría en la época de Darío I, en la que se usaba un solo golpe de punzón. Algunas de las primeras monedas de Licia bajo los aqueménidas también mostraban un diseño animal en el anverso y marcas de punzón incusas en el reverso que reproducían formas geométricas.

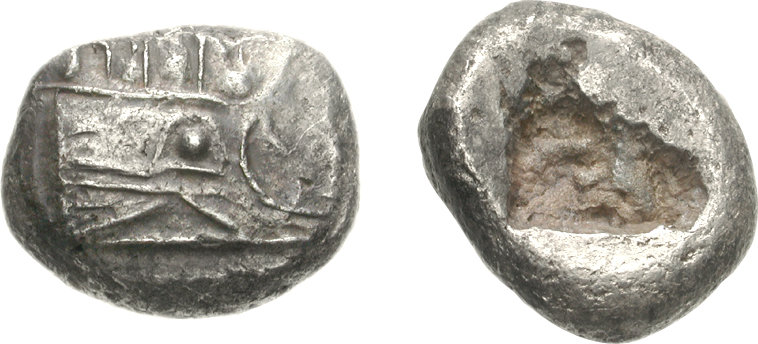
Moneda de Fasélide, Licia. Ca. 550-520 a. C.
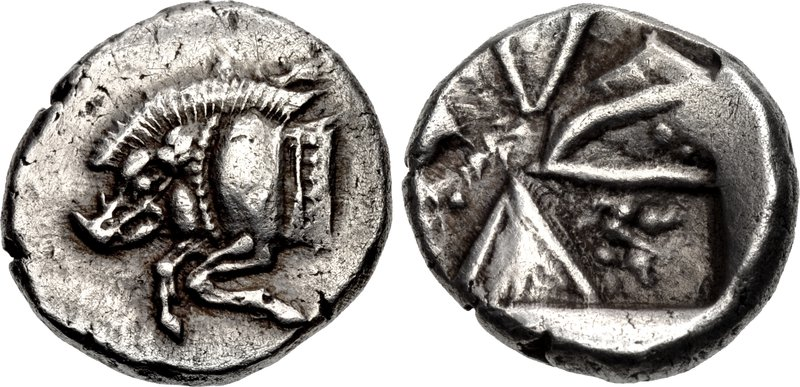
Moneda de Licia. Ca. 520-460 a. C.
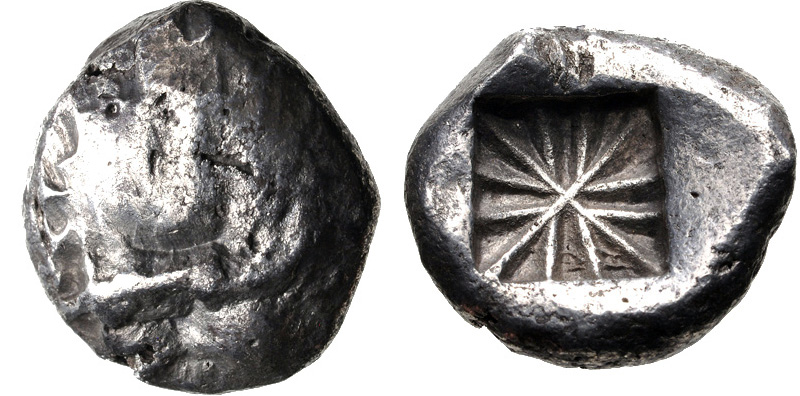
Moneda de Licia. Ca. 520-470 a. C. Acuñación con cuño del anverso gastado.
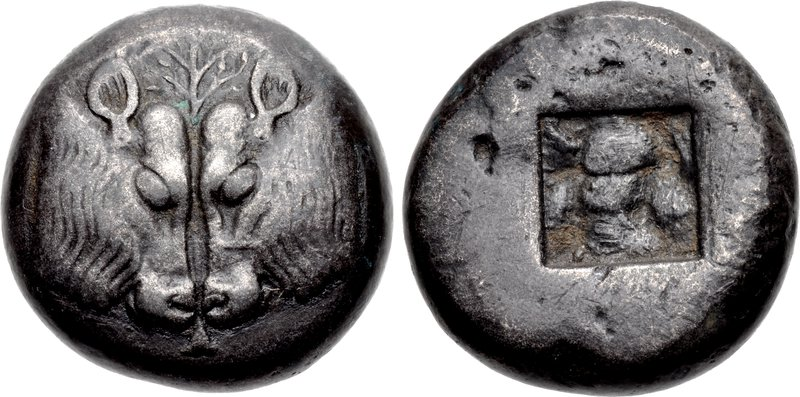
Moneda de Lesbos. Ca. 510-480 a. C.
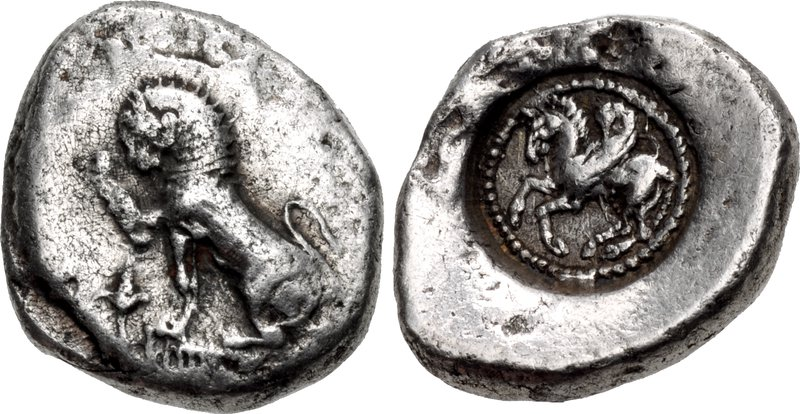
Moneda de Licia, con león y Pegaso en círculo. Ca. 480-460 a. C.

### El tesoro de la Apadana (ca. 515a.C.)
En el momento de la fundación de la Apadana de Persépolis, alrededor del 515 a. C., los aqueménidas aún no debían tener ideados sus dáricos y sus siclos. Esto deriva del hecho de que ninguna de estas monedas se encontró en el hallazgo monetario debajo de las piedras de la Apadana. Sin embargo, en este tesoro aparecieron grandes cantidades de creseidas de acuñadas en Sardes, probablemente durante el reinado de Darío I, así como estatuas de plata importadas de la Grecia arcaica.
Estos son los tipos de monedas más comunes presentes en el tesoro de la Apadana:

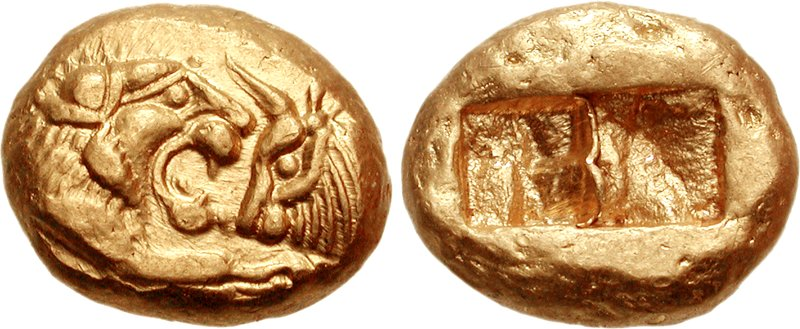
Creseida de oro.
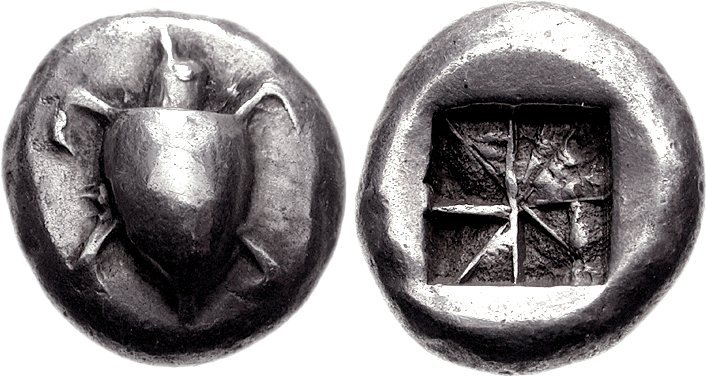
Estatero de Egina.
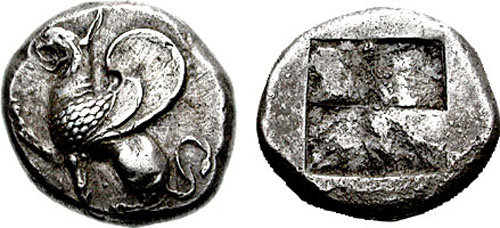
Moneda de Abdera, Tracia.

## Dáricos y siclos

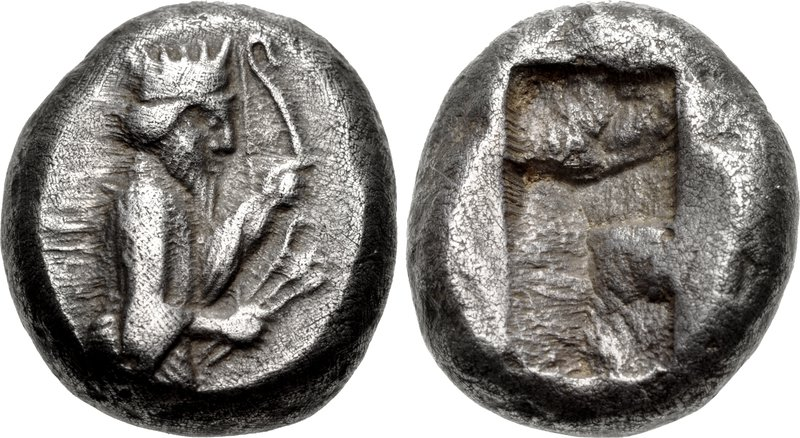
Siclo del tipo I (“rey con arco y flechas”), solo con la parte superior del cuerpo), de la época de Darío I. Ca. 520-505 a. C.

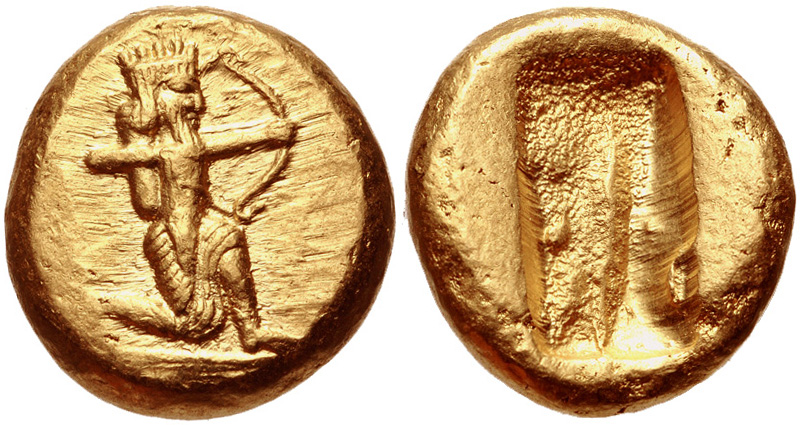
Dárico del tipo II (“rey disparando flechas”), desde la época de Darío I hasta Jerjes I, ca. 505-480 a. C. No se conocen siclos de este tipo.

Los primeros cambios introducidos en las monedas aqueménidas que heredaron de los lidios, se produjeron durante el reinado de Darío I (522-486 a. C.). En ese período la acuñación de creseidas en Sardes fue reemplazando progresivamente por la de dáricos y siclos. Desde alrededor del 510 a. C., Darío simplificó el procedimiento de acuñación al limitar a un solo golpe de punzón el grabado de los reversos, que en la acuñación de Lidia era doble, e introdujo la imagen del rey persa en lugar del león y el característico toro.
En una tablilla de arcilla datada en el año 22 del reinado de Darío I (c. 500 a. C.), se reproduce un siclo con el característico guerrero disparando una flecha, lo que demuestra que ya existía tal moneda en ese momento. Debido a este y otros descubrimientos, la creación del dárico y el siclo se remonta a la última década del siglo VI a. C., durante el reinado de Darío I.
Las primeras de estas nuevas monedas aqueménidas eran todas de plata, mientras que las de oro implantadas por Creso se mantuvieron en circulación. Darío introdujo los nuevos modelos de monedas de oro conocidas como dáricos, tomando el nombre de la palabra daruiyaka, del idioma persa antiguo, que significaba “dorado”. A pesar de haber desarrollado su propio sistema monetario, los aqueménidas continuaron reconociendo y aceptando la producción monetaria local en los territorios controlados por ellos, particularmente en Asia Occidental.

### Actividad de las cecas

Localización de Sardes, en Lidia.

Aunque los aqueménidas desarrollaron completamente la producción de moneda en Asia Occidental, la economía basada en el trueque mantuvo su importancia en el corazón de Irán durante todo el período aqueménida y no se implementaron cecas en esa zona. La acuñación en Irán no comenzó hasta aproximadamente el 330 a. C., bajo Alejandro Magno y durante el Imperio seléucida. La circulación de los dáricos se limitó principalmente a la parte occidental del Imperio aqueménida.
Parece que toda la actividad de acuñación de dáricos y siclos para todo el imperio se centralizó en una, o quizás dos cecas: en Sardes y probablemente en Licia. Sardes siguió siendo la ceca central de la moneda aqueménida y no hay evidencia de otras cecas para las nuevas monedas aqueménidas a lo largo de la duración del imperio. Sobre la base de las conclusiones monetarias, Sardes se mantuvo como ceca central de las moneda aqueménidas, pero no se puede descartar la posibilidad de que existieran cecas secundarias en el suroeste y noroeste de Asia Menor.
En general, la acuñación de dáricos y siclos debe haber sido en pequeñas cantidades en comparación con otras producciones en moneda local y la circulación de monedas griegas en aquella zona. Aunque los dáricos de oro se convirtieron en moneda internacional, circulando por todo el mundo antiguo, la circulación de siclos de plata se limitó a Asia Menor: los hallazgos importantes de siclos solo ocurren en esa zona, y han aparecido pocos en otras zonas. Siempre son muy marginales, en comparación con las monedas griegas, incluso en los territorios aqueménidas.
Según el numismático británico Martin Preice, no hay duda de que algunos tipos de dáricos (que él llama tipo I y tipo II) fueron acuñados en Sardes, continuando inmediatamente la producción de creseidas, ya que ambas monedas tenían un peso y tipología similar. Price insiste en que los hallazgos de creseidas y los tipos de dáricos y siclos que reproducen la figura del arquero no corresponden a cuestiones imperiales, sino a la satrapía de Lidia.

### Patrones

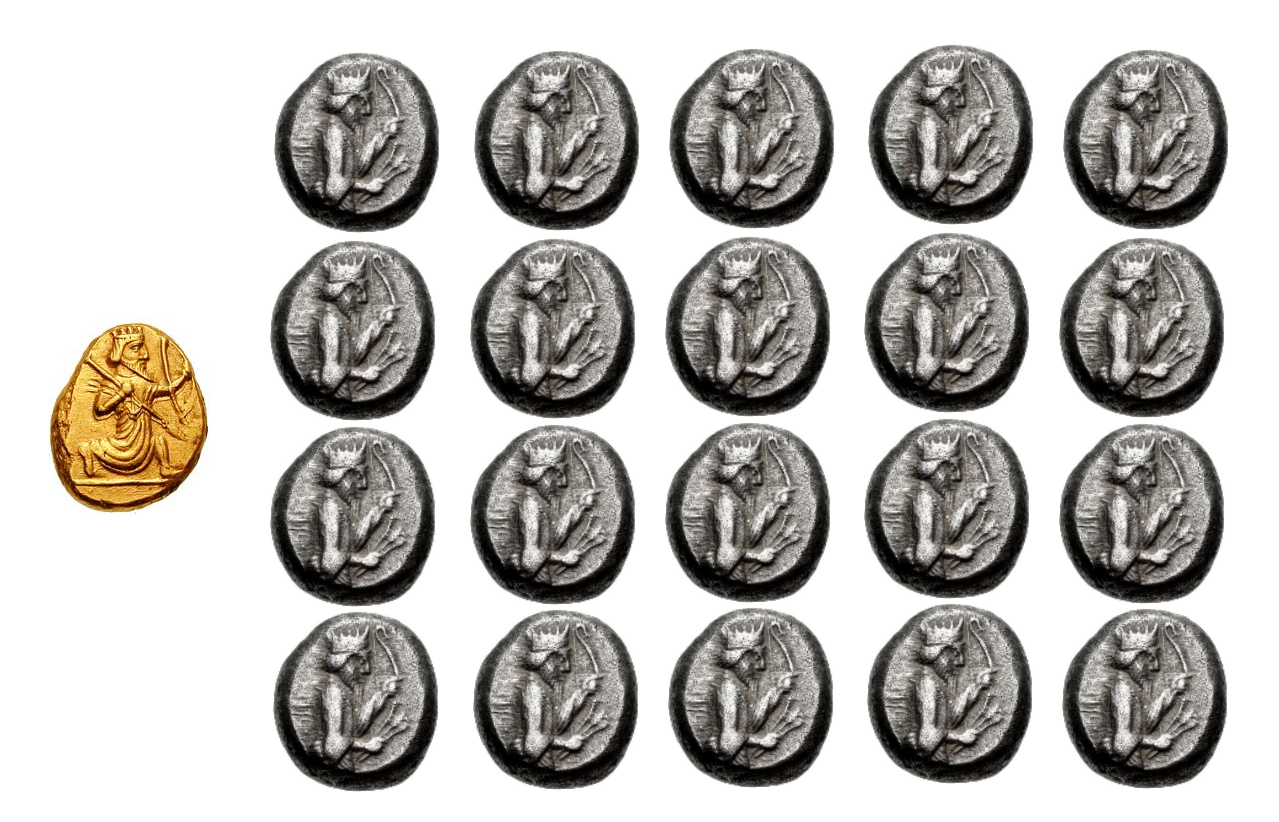
Sistema bimetálico de la moneda aqueménida: el valor de un dárico equivalía al de 20 siclos.

Darío introdujo la reforma del sistema monetario c. 510-500 a. C., basado en el dárico como moneda de oro y el siclo como unidad de plata, con un tipo de cambio entre ellos de un dárico por cada 20 siclos (la relación entre el valor del oro y el de la plata era de 1 a 13).
El peso de la moneda de oro estaba entre 8,10 y 8,50 gramos, basado en el siclo babilónico, ligeramente superior que el patrón utilizado por Creso, de 8,06 gramos. La pureza del oro estaba entre el 98% y el 99%. El valor de un dárico era el mismo que el de 25 dracmas áticas, que representaban aproximadamente el salario de un mes de un soldado. Esta nueva moneda ganó mucha popularidad en todo el mundo antiguo durante más de 150 años.
Alrededor del 395 a. C., los aqueménidas, encabezados por el sátrapa Farnabazo II, sobornaron a los estados griegos para atacar Esparta mediante el pago de decenas de miles de daricos, que en ese momento estaban desarrollando una campaña bélica en Asia Menor dirigida por Agesilao II. Esto marcó el comienzo de la guerra de Corinto. Según Plutarco, el rey espartano Agesilao dijo al salir de Asia «Fui expulsado por 10 000 arqueros persas», en referencia a los dáricos por los diseños en su anverso, ya que esa cantidad de dinero se había pagado a los políticos atenienses y tebanos para iniciar la guerra contra Esparta.
Por su parte, los siclos pesaban entre 5,40 y 5,60 gramos, y se diseñaron basándose en la mitad del siclo lidio de entre 10,73 y 10,92 gramos por unidad. La pureza se encontraba al principio del 97% al 98%, pero hacia mediados del siglo IV a. C. se redujo al 94% o 95%. En relación con la moneda ática, un siclo equivalía a siete óbolos y medio.
Aunque la región babilónica nunca había acuñado dáricos o siclos, después de su conquista por Alejandro Magno, el sátrapa Maceo, reconfirmado en su lugar por Alejandro, emitió dáricos dobles de 16,65 gramos.

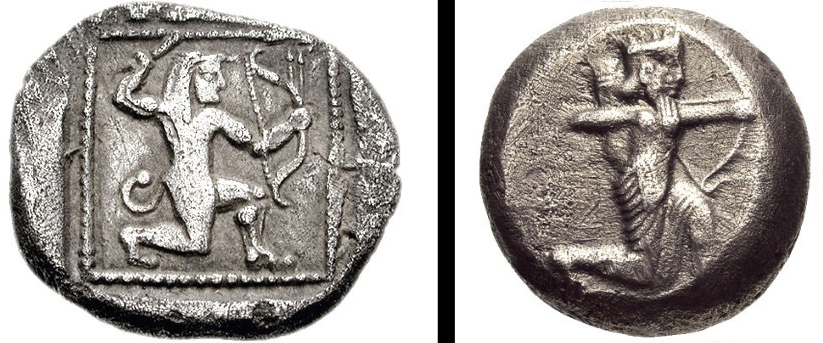
Arquero de Heracles en una moneda de Chipre de finales del o principios de la V a. C. (izquierda) y siclo aqueménida tipo II (derecha).

### Diseño
La tipología de arquero característica de la moneda aqueménida puede haber derivado de otras monedas griegas similares de su época, en particular las flechas de Heracles. La adaptación de este diseño para la representación del rey o del héroe aqueménida en el anverso puede haber tenido el contenido de glorificación del rey fácilmente inteligible para la población helenizada de las zonas occidentales del Imperio aqueménida, para la que, precisamente, estas monedas fueron previstas.
Asimismo, en el arte sumerio se conocen otras representaciones del rey como un arquero (por ejemplo disparando desde su carro), por lo que esta tipología también sería natural para esa población.
El arquero de tipo II, menos hierático y rígido que el arquero de tipo I, puede representar la fusión de la concepción oriental del rey como un cazador real y la occidental como un héroe, presentando al rey aqueménida como un competidor olímpico con un interés propagandístico cara al oeste.

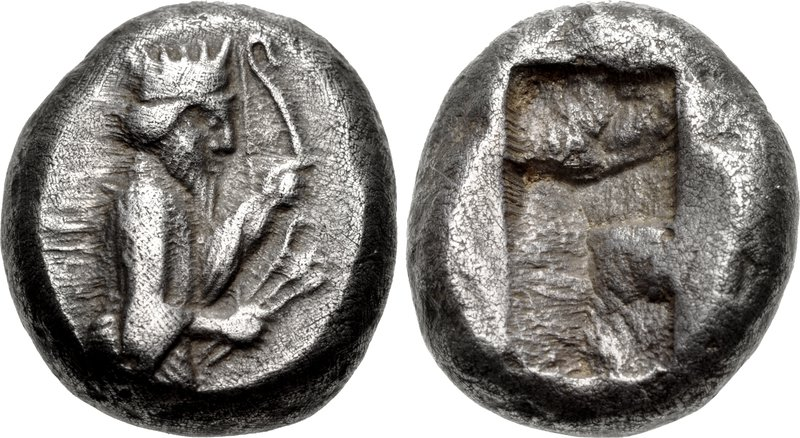
Siclo de tipo I (rey con arco y flechas), de la época de Darío I. Ca. 520-505 a. C.
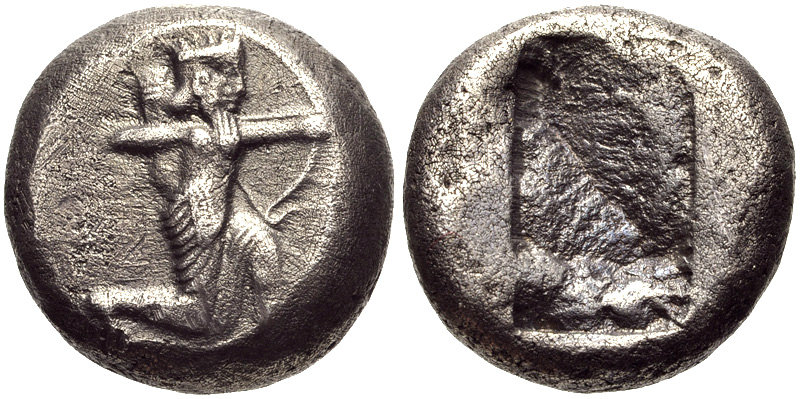
Siclo de tipo II (rey lanzando flechas), desde la época de Darío I hasta la de Jerjes I. Ca. 505-480 a. C.
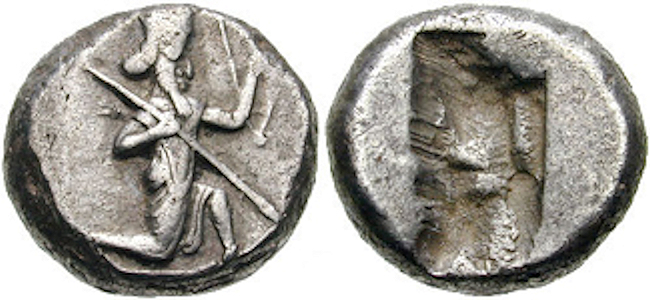
Siclo de tipo III (rey corriendo con lanza), de la época de Jerjes I.
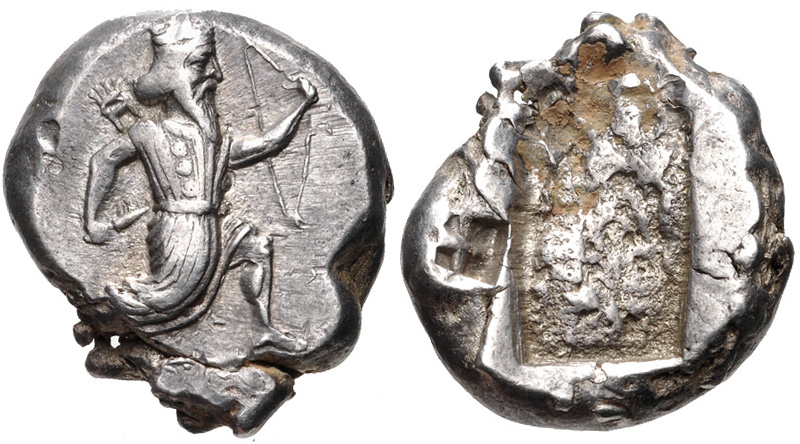
Siclo de tipo IV (rey corriendo con daga), desde la época de Artajerjes II hasta la de Artajerjes III. Ca. 375-340 a. C.

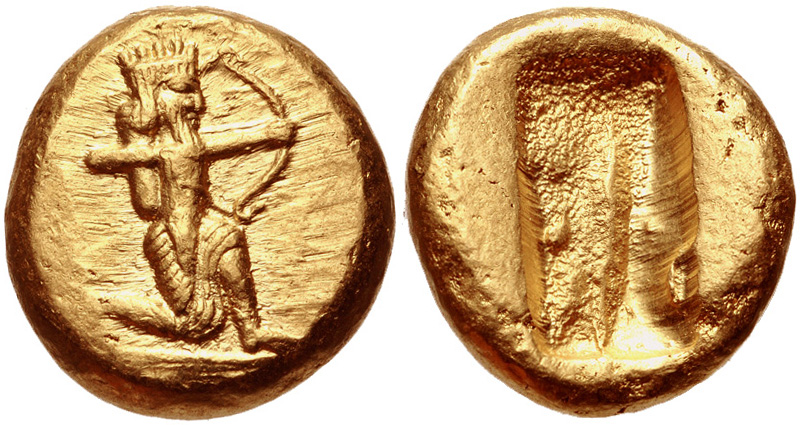
Dárico de tipo II (rey arrojando flechas), desde la época de Darío I hasta Jerjes I.
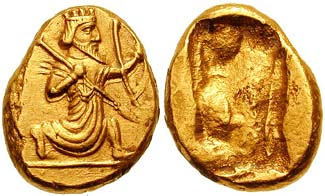
Dárico de tipo III (rey corriendo con lanza). Mediados del siglo IV a. C.
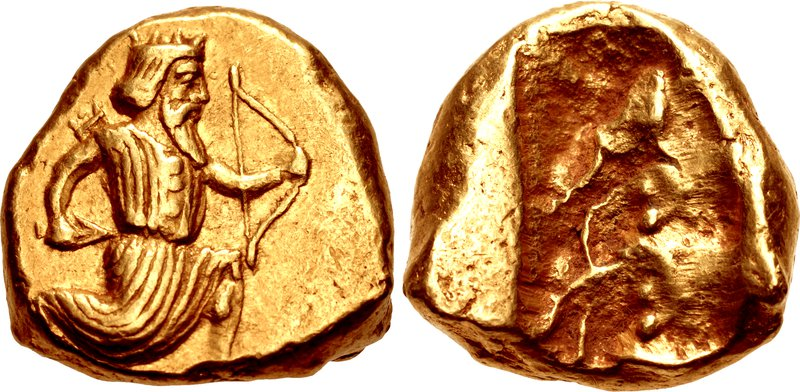
Dárico de tipo IV (rey corriendo con daga), desde la época de Artajerjes II hasta la de  Artajerjes III.
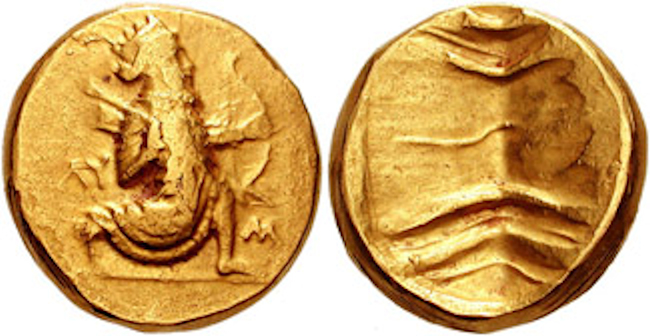
Doble dárico acuñado después de la conquista de Alejandro Magno, en Babilonia, ca. 322-315 a. C.

### Extensión

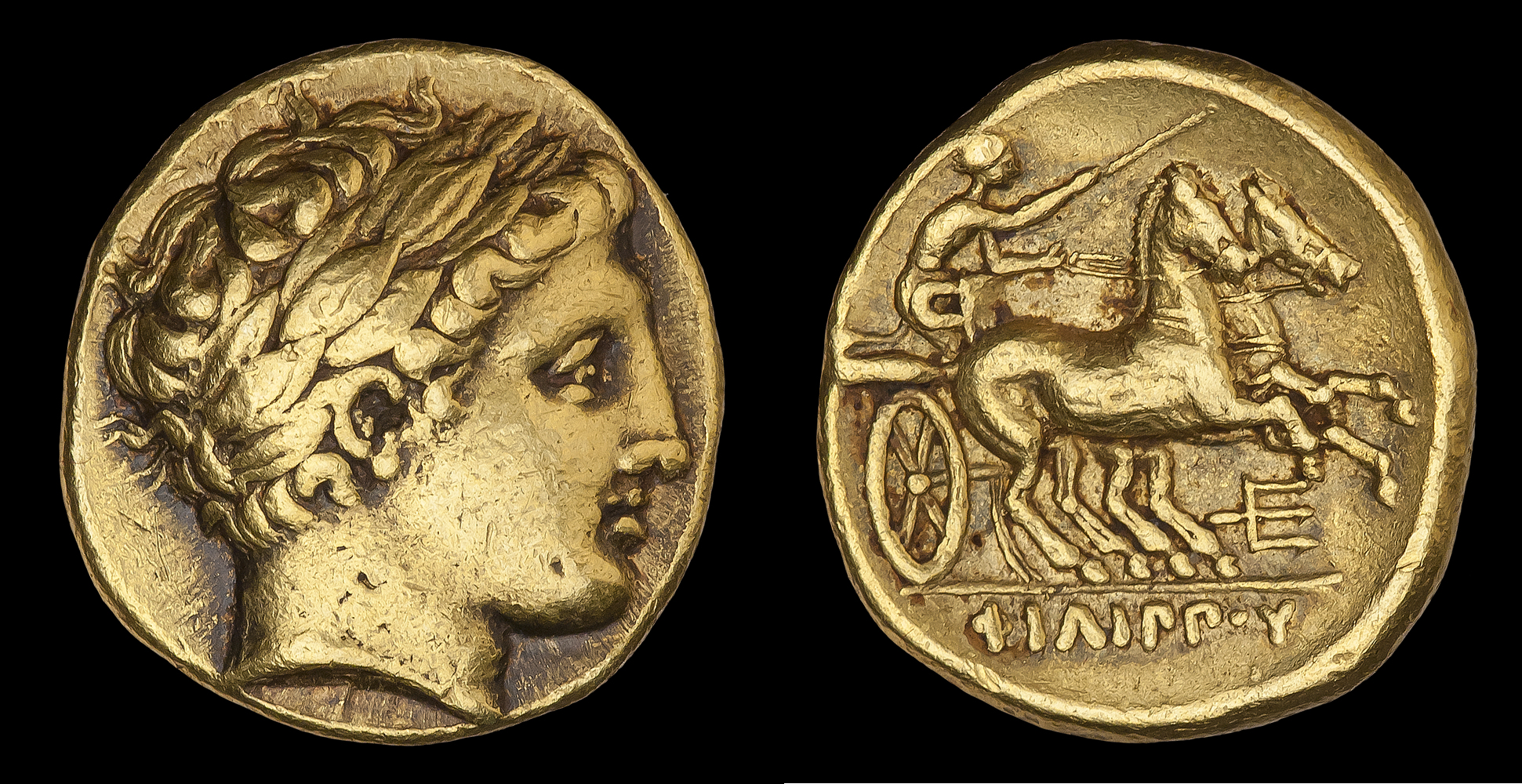
Filipeo, o estatero de oro de Filipo II de Macedonia (359-336 a. C.) Supuso la primera competencia real para el dárico aqueménida.

El dárico se convirtió en una moneda aceptada y deseada en todo el mundo antiguo, ya que tenía el formato más conveniente para intercambiar y acumular riquezas. El oro acuñado por los griegos era bastante escaso, pero sus tetradracmas atenienses de plata también se convirtieron en una especie de moneda mundial a partir del siglo V a. C.
La primera competencia notable de oro notable para el prestigioso dárico como medio para almacenar riquezas y para realizar pagos importantes incluso a nivel internacional vino de la mano de Filipo II de Macedonia (359-336 a. C.), quien introdujo su propia moneda de oro, el estatero, llamada por los griegos dareikos philippeios (“dárico de Filipo”).

### Hallazgos arqueológicos
Se han encontrado dáricos en Asia Menor, Grecia, Macedonia e Italia. También se han encontrado siclos en tesoros en Asia Menor, y monedas sueltas junto con otras monedas griegas desde el antiguo Egipto hasta Afganistán y Pakistán (tesoro de Shaikhan Dehri).

## La moneda griega en el Imperio aqueménida

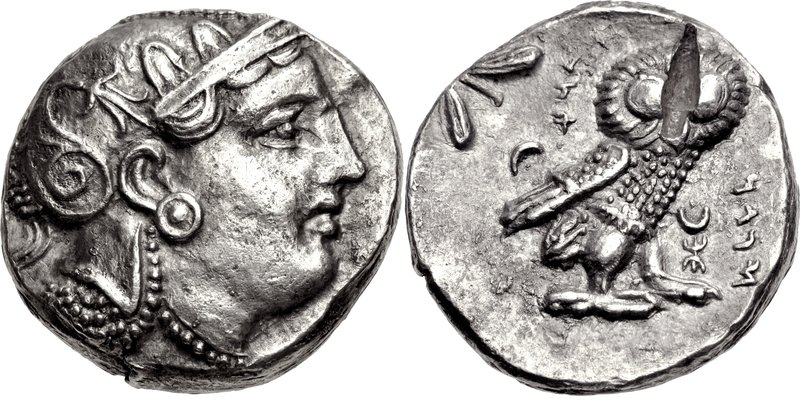
Moneda del sátrapa de Egipto Sabaces, a imitación de una moneda ateniense. Ca. 340-333 a. C.

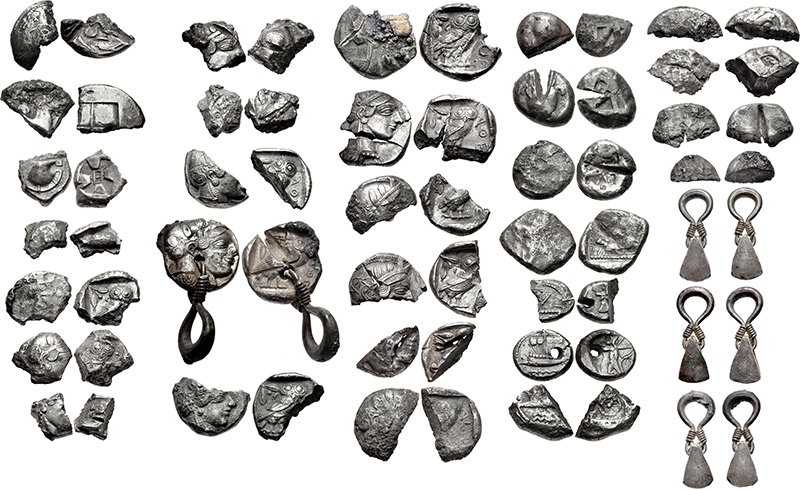
Fragmentos y pequeños objetos de plata para uso como moneda de los aqueménidas del Levante, que incluye joyas y monedas griegas. Ca. 425-420 a. C.

En todos los hallazgos monetarios del período aqueménida, la moneda imperial (dárico y siclo) representa una pequeña parte de las monedas, entre una mayor masa de monedas locales y, esencialmente, de emisiones de ámbito griego. Por ejemplo, el descubrimiento del tesoro de Kabul en Afganistán incluye 30 monedas de varias ciudades griegas, 33 monedas de plata atenienses (dracmas)y una imitación irania de una moneda ateniense, 29 monedas locales y 14 monedas con contramarcas, junto con solo nueve siclos imperiales aqueménidas.
También se conocen acuñaciones a imitación de monedas atenienses de varios sátrapas aqueménidas de Egipto, como es el caso de Sabaces (ca. 340-333 a. C.).
El hecho de que las monedas griegas (tanto las del período arcaico como las del comienzo del clásico) sean comparativamente más numerosas en los hallazgos en comparación con las imperiales aqueménidas sugiere que la circulación monetaria del sistema griego fue fundamental en el Imperio aqueménida. Seguramente el uso de estas monedas griegas no tendría respaldo legal en el Imperio aqueménida, aunque fueron valoradas por el valor de su peso en oro y plata. De hecho, la presencia en los hallazgos arqueológicos de pequeños objetos, joyas y fragmentos de diversos objetos, asimismo de monedas, también es frecuente para favorecer el intercambio comercial en función de su peso.
La moneda griega se extendió por todo el Imperio aqueménida. Por ejemplo, las monedas griegas que se encuentran en el tesoro de Kabul incluyen los siguientes tipos:

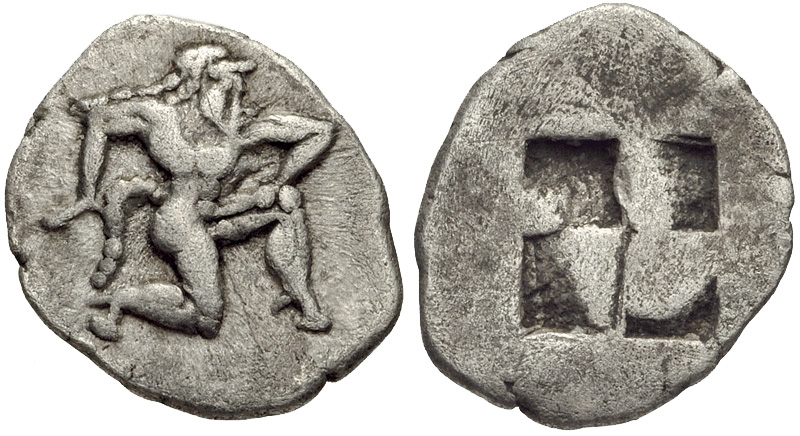
Moneda arcaica de Tasos. Ca. 500-463 a. C.
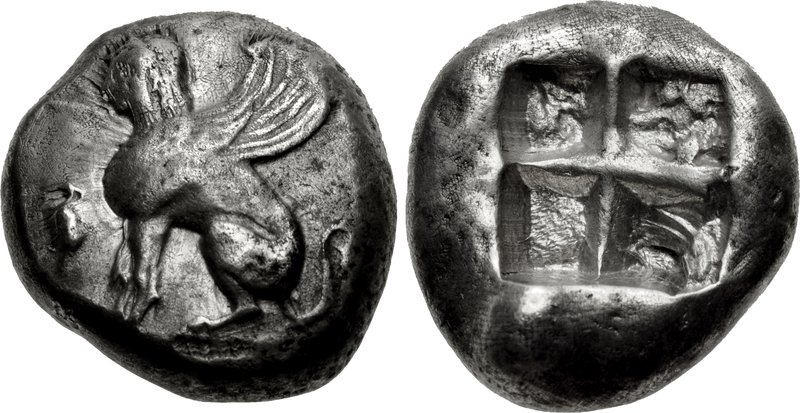
Moneda arcaica de Quíos, ca. 490-435 a. C.
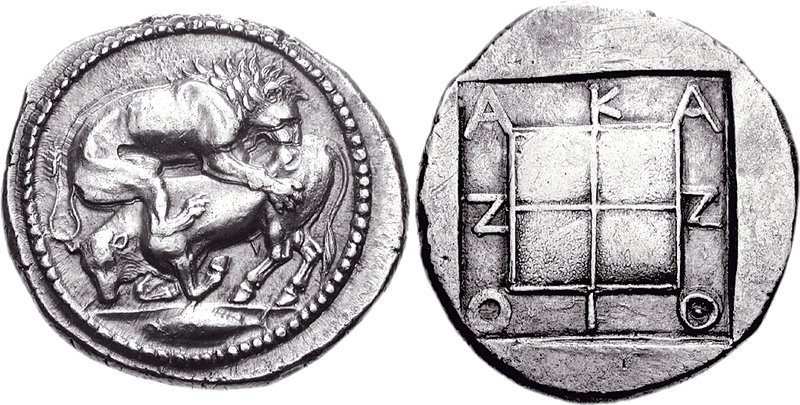
Moneda de Acanto, Macedonia. Ca. 470-430 a. C.
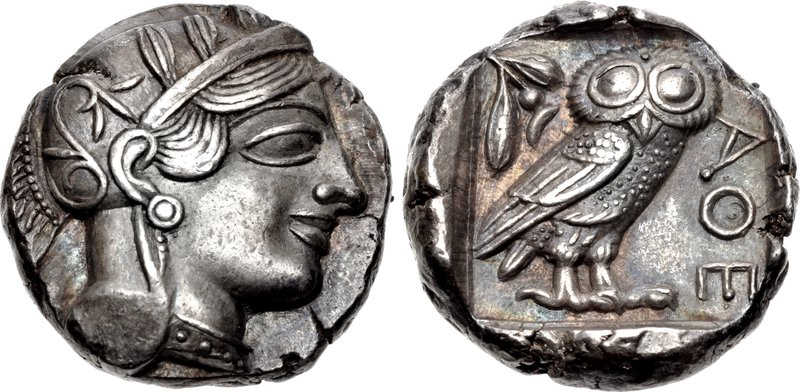
Tetradracma de Atenas clásica (la más común en el tesoro de Kabul). Ca. 454-404 a. C.

## La moneda en Asia meridional en el Imperio aqueménida

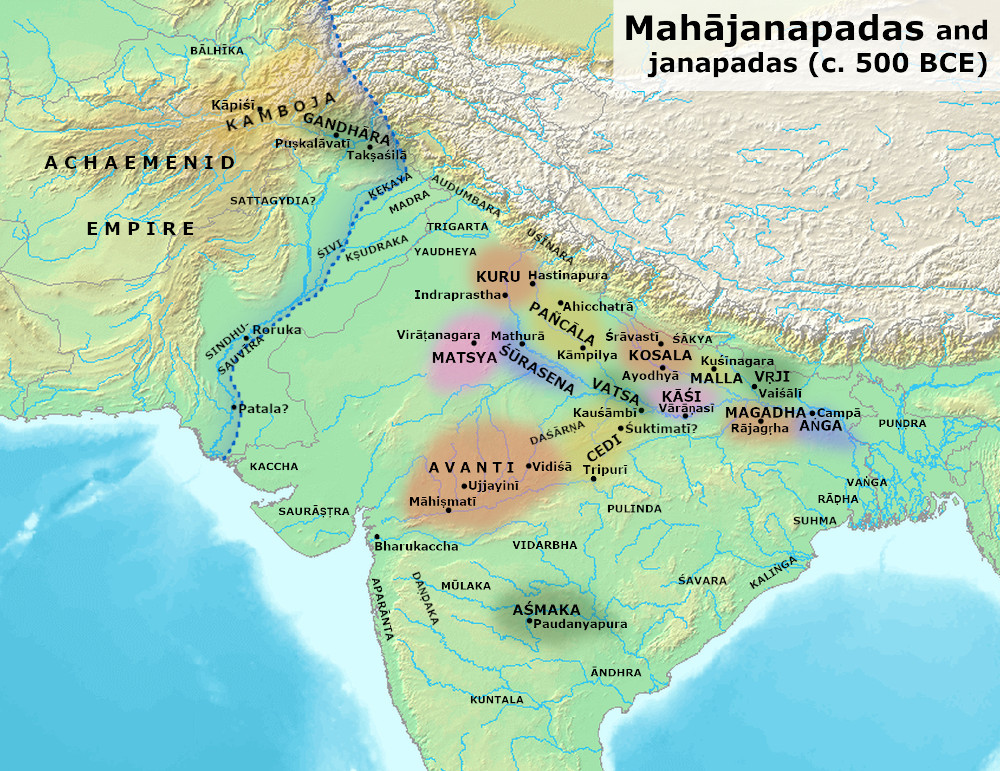
Frontera oriental del Imperio aqueménida y antiguos reinos y ciudades de la antigua India (ca. 500 a. C.).

El Imperio aqueménida ya había llegado a las puertas de la India durante la expansión original de Ciro II el Grande, y la conquista aqueménida del valle del Indo se remonta aproximadamente al 515 a. C., bajo Darío I, tras lo cual se estableció una administración en la zona conquistada. El descubrimiento del tesoro de Kabul (también llamado Shaman Hazouri) ayuda a atestiguar y fechar estos hechos.
Según el numismático británico Joe Cribb, este hallazgo sugiere que la idea de la acuñación y el uso de monedas fue introducida en la India por el Imperio aqueménida durante el siglo IV a. C. Aparte de este hallazgo, también se encontraron más monedas aqueménidas en Pushkalavati y Bhir Mound, ambas en el actual Pakistán..

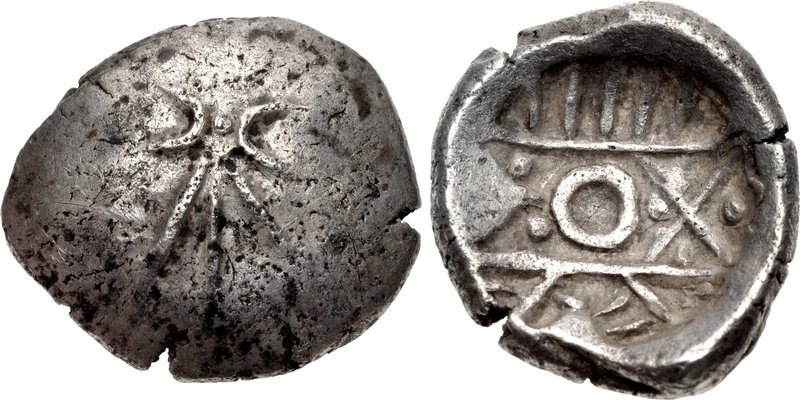
Moneda acuñada con punzón. Valle de Kabul bajo administración aqueménida. Ca. 500-350 a. C.
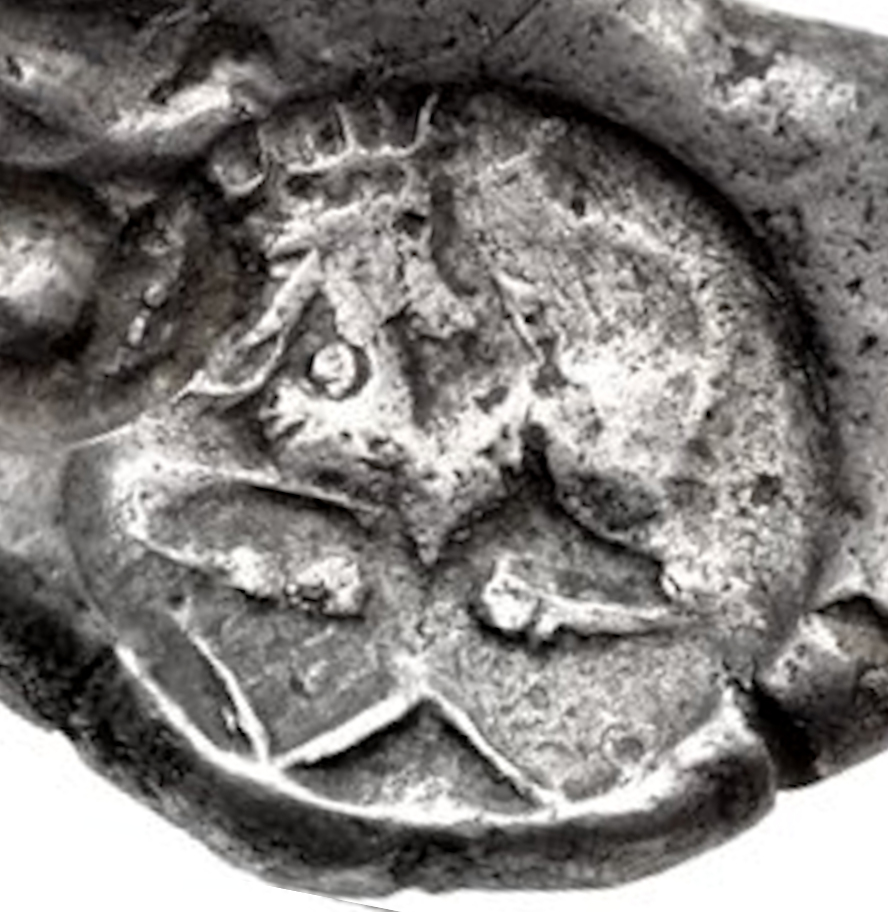
Siclo hallado en el valle de Kabul. Siglo V a. C. (monedas similares aparecieron en el tesoro de Kabul).
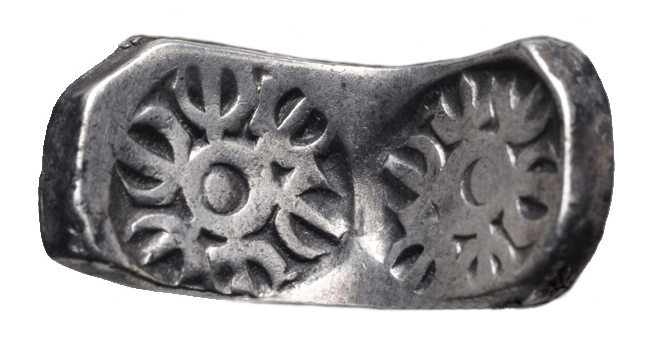
Barra marcada con punzón a modo de moneda. Gandhara bajo administración aqueménida (tipo muy presente en el tesoro de Kabul).

## Monedas de los sátrapas

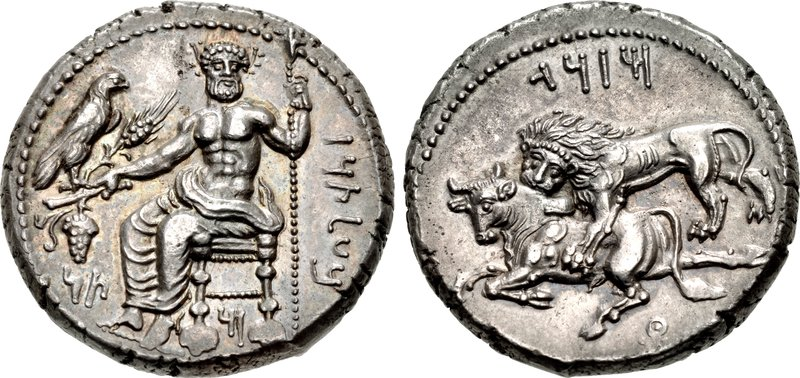
Moneda de Maceo, sátrapa de Cilicia. Ca. 361-334 a. C.

Durante el siglo IV a. C., tras el debilitamiento del poder imperial aqueménida, la producción centralizada de siclos disminuyó y muchos sátrapas empezaron a acuñarlos de forma autónoma en todo el Imperio, con muy buena calidad, dado el desarrollo de las técnicas de acuñación. Las monedas de los sistemas aqueménida y griego coexistieron en circulación, e incluso estos nuevos siclos de los sátrapas combinaron rasgos característicos de ambas tradiciones.
Algunos sátrapas egipcios incluso acuñaron imitaciones de los tetradracmas atenienses.

### Primeros intentos de retrato
Aunque muchas de las monedas más antiguas de la antigüedad mostraban imágenes de divinidades o figuras humanas simbólicas, los primeros retratos de gobernantes vivos aparecieron con estos temas satrápicos aqueménidas, en el siglo V a. C., en particular con las monedas de Licia. Ya antes del año 500 a. C., los aqueménidas habían sido los primeros en representar la persona de su rey o un héroe en sus dáricos y siclos, de manera estereotipada, mostrando un busto o cuerpo completo, pero nunca con un retrato real.
Antes de las monedas de Licia con retratos dinásticos, pudo haber existido el caso de un retrato de Temístocles, el general ateniense que se había convertido en gobernador de Magnesia del Meandro dentro del Imperio aqueménida, alrededor del 465-459 a. C., aunque existen dudas de que sus monedas realmente puedan representar a Zeus, en lugar del propio gobernador.
A partir de la época de Alejandro Magno, la presencia en las monedas de retratos de gobernantes emisores se ha convertido en un estándar hasta el día de hoy.

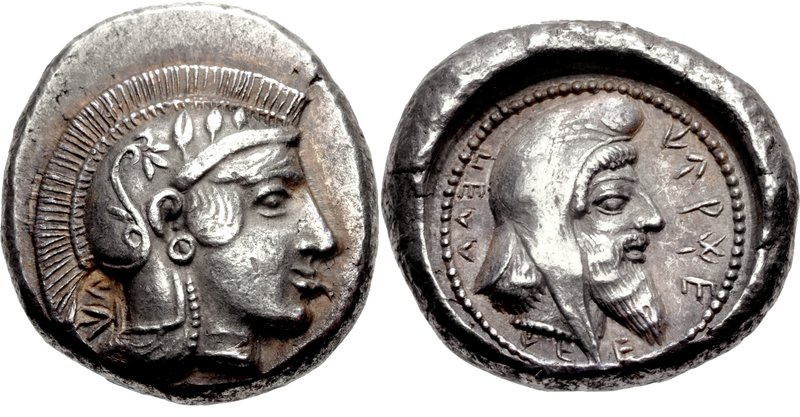
Moneda de Temístocles como gobernador aqueménida de Magnesia del Meandro. Letras ΘΕ en el reverso, iniciales del nombre (Θεμιστοκλῆς). Ca. 465-459 a. C.
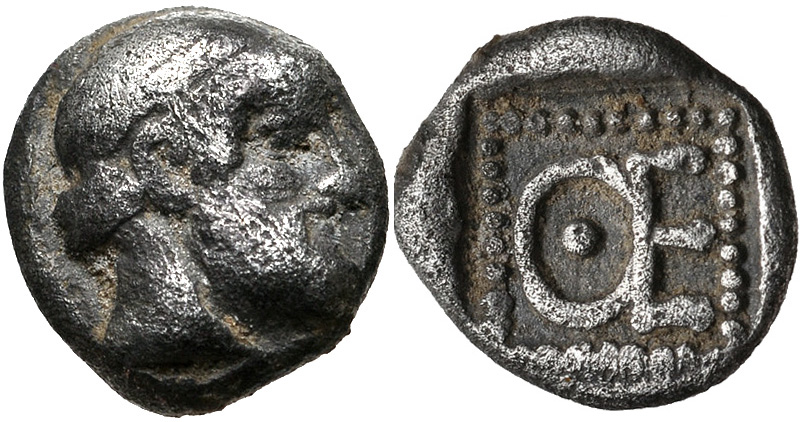
Moneda de Temístocles como gobernador aqueménida de Magnesia del Meandro. Letras ΘΕ en el reverso, iniciales del nombre (Θεμιστοκλῆς). Ca. 465-459 a. C.
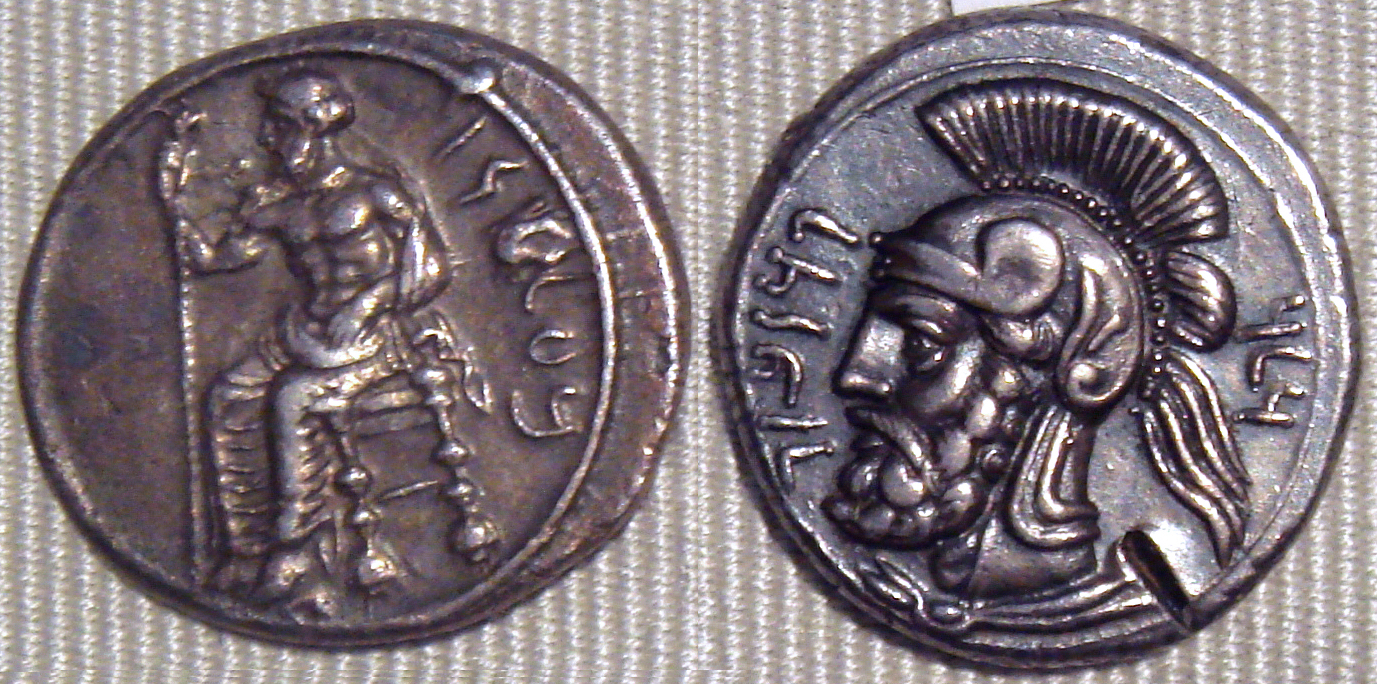
Doble siclo de Farnabazo II (ca. 380-375 a. C.). Anverso: divinidad persa en el trono. Reverso: cabeza de Ares.
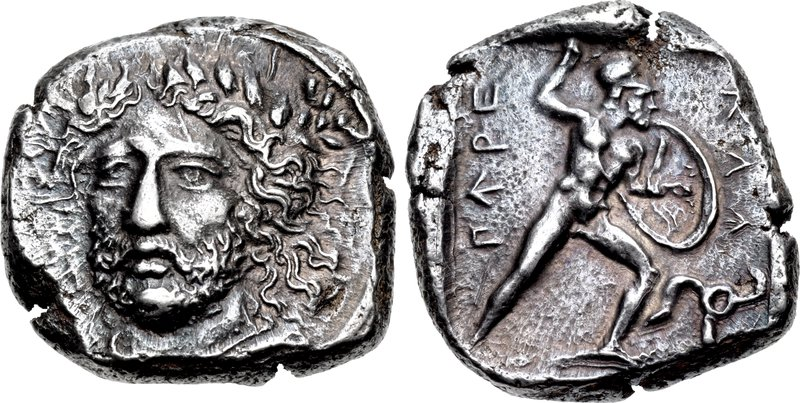
Moneda de Pericles, último rey de Licia bajo la administración aqueménida. Ca. 380-360 a. C.
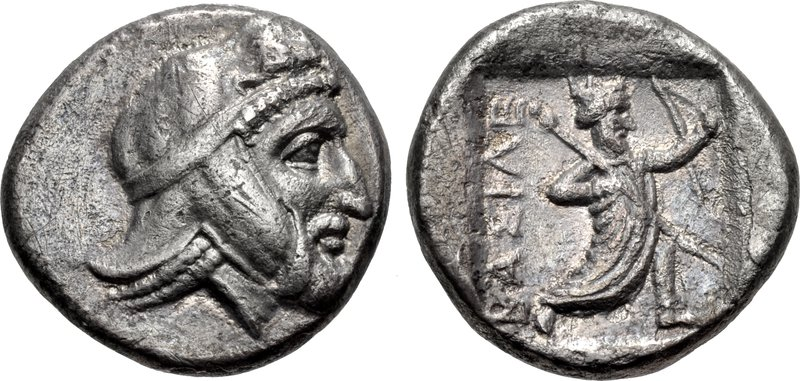
Sátrapa de Asia Occidental del período aqueménida (probablemente Tiribazo). Siglo IV a. C.

## Después de las conquistas de Alejandro Magno
Después de su conquista del Imperio aqueménida, Alejandro Magno estableció sus propios sátrapas en los territorios conquistados, algunos de ellos aqueménidas que eran favorables al invasor, como Maceo, y otros hombres cercanos a Alejandro que habían colaborado con él, como Balacro. Varios de estos sátrapas, como Balacro, continuaron la tipología de la moneda aqueménida en sus emisiones, que luego influyó en las monedas imperiales de Alejandro, producidas, por otro lado, en las mismas cecas.
Incluso muchos años después de la muerte de Alejandro, se siguieron acuñando monedas de oro de tipo aqueménida en Babilonia, en paralelo con las emisiones imperiales de Alejandría. Algunas de estas monedas están datadas alrededor del 315 al 298 a. C. Estos dáricos continuaron usando los tipos aqueménidas, pero con los reversos ligeramente movilizada para incluir patrones

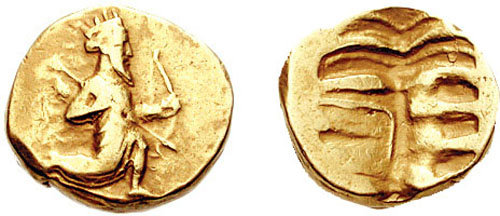
Doble dárico (16,65 g) de la ceca de Babilonia. Ca. 315-298 a. C.
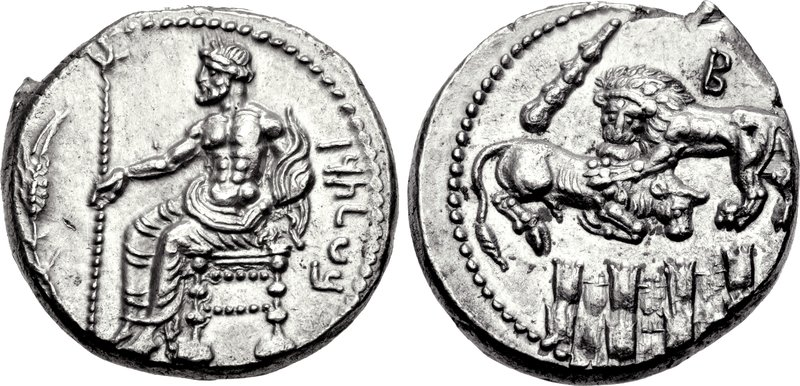
Moneda de Balacro, sátrapa de Alejandro Magno en Cilicia.
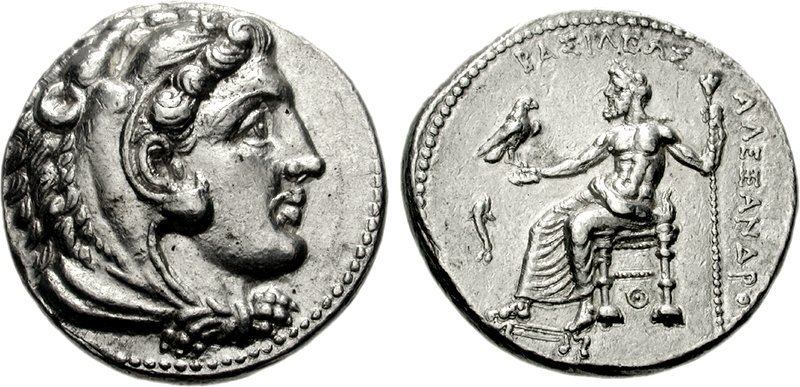
Tetradracma de Alejandro Magno. Tarso, Cilicia.